# Endtime Signals
Endtime Signals – trzynasty studyjny album szwedzkiego zespołu melodic deathmetalowego Dark Tranquillity, wydany 16 sierpnia 2024 roku przez wytwórnię płytową Century Media Records.

## Lista utworów
Opracowano na podstawie materiału źródłowego.
| Nr  | Tytuł utworu           | Długość |
| --- | ---------------------- | ------- |
| 1.  | „Shivers and Voids”    | 03:48   |
| 2.  | „Unforgivable”         | 03:44   |
| 3.  | „Neuronal Fire”        | 04:32   |
| 4.  | „Not Nothing”          | 04:52   |
| 5.  | „Drowned Out Voices”   | 03:54   |
| 6.  | „One of Us Is Gone”    | 04:36   |
| 7.  | „The Last Imagination” | 03:46   |
| 8.  | „Enforced Perspective” | 03:20   |
| 9.  | „Our Disconnect”       | 05:19   |
| 10. | „Wayward Eyes”         | 03:28   |
| 11. | „A Bleaker Sun”        | 04:23   |
| 12. | „False Reflection”     | 04:42   |
|     |                        | 50:24   |

## Twórcy
Opracowano na podstawie materiału źródłowego.
Zespół Dark Tranquillity w składzie
- Mikael Stanne - wokal
- Martin Brändström - instrumenty klawiszowe
- Johan Reinholdz - gitara
- Joakim Strandberg-Nilsson - perkusja
- Christian Jansson - gitara basowa